# Gabrius expectatus
Gabrius expectatus är en skalbaggsart som beskrevs av Ales Smetana 1952. Gabrius expectatus ingår i släktet Gabrius, och familjen kortvingar. Arten är reproducerande i Sverige.